# Larry Drew
Larry Donnell Drew (Kansas City, Kansas, 2 de abril de 1958) es un exjugador y entrenador de baloncesto estadounidense que jugó 10 temporadas en la NBA y una más en la liga italiana. Con 1,85 metros de estatura, jugaba en la posición de base. Es el padre del también jugador de baloncesto Larry Drew II. Desde 2020 es entrenador asistente de Tyronn Lue en Los Angeles Clippers.

## Trayectoria deportiva

### Universidad
Jugó durante 4 temporadas con los Tigers de la Universidad de Misuri, donde promedió 12,0 puntos y 3,7 rebotes por partido. Lideró a su equipo en anotación en 1979, y durante tres temporadas consecutivas fue el mejor pasador del equipo, siendo el único jugador en la historia de los Tigers en conseguirlo.

### Profesional
Fue elegido en la decimoséptima posición del Draft de la NBA de 1980 por Detroit Pistons, donde jugó una única temporada, promediando 6,6 puntos y 3,3 asistencias por partido. Al año siguiente fue traspasado a Kansas City Kings a cambio de dos futuras rondas del draft. Tras una primera temporada en el equipo, donde estuvo a la sombra del base titular, Phil Ford, al año siguiente, tras ser traspasado este último a los Nets, se hizo con el puesto de titular, consiguiendo ser el máximo anotador de su equipo, con 20,1 puntos por partido, y el mejor pasador, con 8,1 asistencias, que le colocaron como el cuarto mejor asistente de la liga, solo por detrás de Magic Johnson, Johnny Moore y Rickey Green, siendo incluso uno de los jugadores votados para recibir el MVP de la NBA.
Jugó dos temporadas más como titular en los Kings, apareciendo de nuevo en 1984 entre los diez mejores pasadores de la liga. en 1984 la franquicia se traslada a Sacramento, perdiendo la titularidad en favor de Reggie Theus. Al término de esa temporada, es traspasado junto con Mike Woodson y dos futuras rondas del draft a Los Angeles Clippers, a cambio de Junior Bridgeman, Franklin Edwards y Derek Smith. En los Clippers juega dos temporadas a un buen nivel, sobre todo la primera, en la que promedia 12,4 puntos y 5,4 asistencias.
Al término de la temporada 1987-88 decide irse a jugar a la liga italiana, fichando por el Scavolini Pesaro . En su única temporada fuera de su país promedia 22,0 puntos y 3,3 asistencias, siendo uno de los líderes del equipo.
Al año siguiente, convertido en agente libre, regresa a la NBA consiguiendo fichar con Los Angeles Lakers, asumiendo un rol secundario, por detrás de los Magic Johnson, Byron Scott o Michael Cooper. Allí jugaría dos temporadas, llegando a disputar las Finales de la NBA en la 1991. Al término de esa temporada, se retiraría definitivamente.

### Entrenador
Tras retirarse del baloncesto en activo, no abandonó la disciplina de los Lakers, convirtiéndose en entrenador asistente, puesto que ocupó durante siete temporadas. En 1999 accede a ocupar el mismo puesto en otro de sus exequipos, los Detroit Pistons, y al año siguiente se marchó a Washington Wizards como segundo de Doug Collins. En 2004 es requerido por su excompañero en las filas de los King y los Clippers, Mike Woodson, para acompañarle en el banquillo de los Atlanta Hawks. En verano de 2010 es nombrado entrenador de los Hawks tras la marcha de Woodson.

## Estadísticas de su carrera en la NBA

### Temporada regular
| Temp.   | Edad | Equipo       | Liga | P   | TIT | MIN  | TC  | TCA  | %TC  | 3P  | 3PA | %3P  | TL  | TLA | %TL  | R.OF. | R.DEF. | REB | ASIS | ROB | TAP | PER | FP  | PTS  |
| 1980-81 | 22   | Detroit      | NBA  | 76  |     | 20.8 | 2.6 | 6.4  | .407 | 0.1 | 0.2 | .235 | 1.4 | 1.8 | .797 | 0.3   | 1.3    | 1.6 | 3.3  | 1.2 | 0.1 | 2.2 | 1.6 | 6.6  |
| 1981-82 | 23   | K. City      | NBA  | 81  | 19  | 24.4 | 4.4 | 9.3  | .473 | 0.1 | 0.3 | .296 | 1.9 | 2.3 | .794 | 0.4   | 1.5    | 1.8 | 5.2  | 1.4 | 0.0 | 2.1 | 1.9 | 10.8 |
| 1982-83 | 24   | K. City      | NBA  | 75  | 74  | 35.9 | 8.0 | 16.2 | .492 | 0.0 | 0.2 | .125 | 4.1 | 5.0 | .820 | 0.6   | 2.2    | 2.8 | 8.1  | 1.7 | 0.1 | 3.6 | 2.8 | 20.1 |
| 1983-84 | 25   | K. City      | NBA  | 73  | 73  | 32.4 | 6.5 | 14.1 | .462 | 0.0 | 0.1 | .300 | 3.3 | 4.3 | .776 | 0.5   | 1.5    | 2.0 | 7.6  | 1.7 | 0.1 | 2.7 | 2.3 | 16.4 |
| 1984-85 | 26   | K. City      | NBA  | 72  | 66  | 33.0 | 6.3 | 12.7 | .501 | 0.1 | 0.4 | .250 | 2.1 | 2.7 | .794 | 0.5   | 1.7    | 2.3 | 6.7  | 1.3 | 0.1 | 2.5 | 2.0 | 14.9 |
| 1985-86 | 27   | Sacramento   | NBA  | 75  | 31  | 26.3 | 5.0 | 10.3 | .485 | 0.1 | 0.4 | .323 | 1.7 | 2.1 | .795 | 0.3   | 1.3    | 1.7 | 4.5  | 0.9 | 0.0 | 1.8 | 1.8 | 11.9 |
| 1986-87 | 28   | L.A.Clippers | NBA  | 60  | 22  | 26.1 | 4.9 | 11.4 | .432 | 0.2 | 1.2 | .167 | 2.3 | 2.8 | .837 | 0.4   | 1.3    | 1.7 | 5.4  | 1.0 | 0.0 | 2.5 | 1.8 | 12.4 |
| 1987-88 | 29   | L.A.Clippers | NBA  | 74  | 51  | 27.4 | 4.4 | 9.7  | .456 | 0.4 | 1.2 | .289 | 1.1 | 1.5 | .769 | 0.3   | 1.3    | 1.6 | 5.2  | 0.9 | 0.0 | 2.1 | 1.5 | 10.3 |
| 1989-90 | 31   | L.A. Lakers  | NBA  | 80  | 3   | 16.7 | 2.1 | 4.8  | .444 | 0.4 | 1.0 | .395 | 0.6 | 0.8 | .767 | 0.2   | 1.1    | 1.2 | 2.7  | 0.6 | 0.1 | 1.2 | 1.2 | 5.2  |
| 1990-91 | 32   | L.A. Lakers  | NBA  | 48  | 2   | 10.3 | 1.1 | 2.6  | .432 | 0.3 | 0.7 | .424 | 0.4 | 0.5 | .773 | 0.1   | 0.6    | 0.7 | 2.5  | 0.3 | 0.0 | 1.0 | 0.8 | 2.9  |
| Total   |      |              | NBA  | 714 | 341 | 25.7 | 4.6 | 9.9  | .467 | 0.2 | 0.6 | .291 | 1.9 | 2.4 | .798 | 0.4   | 1.4    | 1.8 | 5.2  | 1.1 | 0.1 | 2.2 | 1.8 | 11.4 |

### Playoffs
| Temp.   | Edad | Equipo      | Liga | P  | MIN | TCA | TC | 3PA | 3P | TLA | TL | R.OF. | REB | ASIS | ROB | TAP | PER | FP | PTS | %TC  | %3P  | %FT   | MIN  | PTS  | REB | AST |
| 1983-84 | 25   | K. City     | NBA  | 3  | 70  | 7   | 19 | 0   | 0  | 3   | 3  | 0     | 4   | 11   | 3   | 0   | 5   | 5  | 17  | .368 |      | 1.000 | 23.3 | 5.7  | 1.3 | 3.7 |
| 1985-86 | 27   | Sacramento  | NBA  | 3  | 56  | 14  | 25 | 1   | 3  | 2   | 2  | 0     | 1   | 14   | 5   | 0   | 0   | 2  | 31  | .560 | .333 | 1.000 | 18.7 | 10.3 | 0.3 | 4.7 |
| 1989-90 | 31   | L.A. Lakers | NBA  | 7  | 51  | 3   | 8  | 1   | 4  | 5   | 6  | 0     | 2   | 4    | 3   | 0   | 4   | 9  | 12  | .375 | .250 | .833  | 7.3  | 1.7  | 0.3 | 0.6 |
| 1990-91 | 32   | L.A. Lakers | NBA  | 18 | 116 | 14  | 33 | 3   | 11 | 4   | 6  | 0     | 8   | 21   | 0   | 0   | 9   | 17 | 35  | .424 | .273 | .667  | 6.4  | 1.9  | 0.4 | 1.2 |
| Total   |      |             | NBA  | 31 | 293 | 38  | 85 | 5   | 18 | 14  | 17 | 0     | 15  | 50   | 11  | 0   | 18  | 33 | 95  | .447 | .278 | .824  | 9.5  | 3.1  | 0.5 | 1.6 |